# سياري روتينكا
سياري روتينكا (الروسية: Рутенко, Сергей Алексеевич) مواليد 29 أغسطس 1981 في مينسك، الاتحاد السوفيتي، هو لاعب كرة يد بيلاروسي يلعب كظهير أيسر. مثل كل من منتخب سلوفينيا لكرة اليد ومنتخب بيلاروسيا لكرة اليد. شارك في دورة الألعاب الأولمبية الصيفية سنة 2004.

## المسيرة الاحترافية
لعب مع نادي جورينيه فيلينيه لكرة اليد في الدوري السلوفيني في موسم 2000–2001، ثم انضم إلى نادي تسليه لكرة اليد من سنة 2001 إلى 2005، ثم لعب مع نادي ثيوداد ريال لكرة اليد في الدوري الإسباني من سنة 2005 إلى 2009، ثم انضم إلى نادي برشلونة لكرة اليد من سنة 2009 إلى 2015.

## تمثيل المنتخب
مثل منتخب بلاده في البطولات التالية:
- بطولة العالم لكرة اليد للرجال 2015
- بطولة أوروبا لكرة اليد للرجال 2014
- بطولة أوروبا لكرة اليد للرجال 2016

## روابط خارجية
- سياري روتينكا على موقع الاتحاد الأوروبي لكرة اليد (الإنجليزية)
- سياري روتينكا على موقع أوليمبيديا (الإنجليزية)